# Rodolphe de Żagań
Pour les articles homonymes, voir Żagań (homonymie).
Rodolphe de Żagań (polonais : Rudolf żagański) (né vers 1411/1418 – 18 septembre 1454) fut duc de 
Żagań-Przewóz depuis 1439 avec ses frères comme corégents jusqu'en 1449, à partir de 1449 duc de Żagań comme corégent de son frère ainé.

## Biographie
Rodolphe est le second fils du duc Jean Ier de Żagań et de son épouse Scholastique/Scholastika, fille de Rodolphe III de Saxe prince-électeur de Saxe dont il porte le nom. À la mort de son père en (1439), Rodolphe hérite du duché de Żagań-Przewóz conjointement avec son frère ainé Balthasar et leurs jeunes frères Venceslas et Jean II le Fou.
En 1449, le duché est divisé en deux parts : Żagań et Przewóz. Rodolphe et Balthasar reçoivent Żagań conjointement pendant que Przewóz est donné à Jean II et à  Venceslas comme corégents. En 1450 Rodolphe effectue avec son frère ainé un pèlerinage à Rome. Là il fait le vœu de combattre pour la foi chrétienne, mettant en évidence ses fortes convictions religieuses. Ce qui est également confirmé par les sources écrites particulièrement  la « Chronique des Abbés de  Żagań » (polonais: Kronice opatów żagańskich), où il est décrit comme un homme très pieux. En 1454, il participe à la guerre de Treize Ans aux côtés de l'ordre Teutonique contre le royaume de Pologne à la tête d'environ 1 900 hommes et chevaux il se rend à Świdwin. Il n'est pas le seul dynaste de Silésie à combattre du côté de l'ordre Teutonique. Aux côtés du chef originaire de Bohême ; Bernard Szumborski (allemand Bernhard von Zinneberg) il combat lors de la bataille de Konitz, où les Polonais subissent une défaite complète. Lors du combat 3 000 polonais sont tués et environ 300 chevaliers capturés. Rodolphe ne survit pas à la bataille : il meurt le 18 septembre 1454 lors de sa phase initiale en faisant face à une forte charge de la cavalerie polonaise. Le lieu de sa sépulture n'est pas connu.
Après sa mort sans héritier, il n'avait jamais été marié, son frère ainé Balthasar assume la totalité du pouvoir sur Żagań. Cette décision unilatérale laisse leur jeune frère Jean II de Żagań cruellement désappointé et est la cause de ses révoltes ultérieures contre Balthasar.

## Sources
- (en) Cet article est partiellement ou en totalité issu de l’article de Wikipédia en anglais intitulé « Rudolf of Żagań » (voir la liste des auteurs), édition du 13 septembre 2014.
- (de) Europäische Stammtafeln Vittorio Klostermann, Gmbh, Francfort-sur-le-Main, 2004  (ISBN 3465032926),  Die Herzoge von Glogau †1476, und Sagan †1504 des Stammes der Piasten  Volume III Tafel 13.
- (en) & (de) Peter Truhart, Regents of Nations, K. G Saur Münich, 1984-1988 (ISBN 359810491X), Art. « Sagan (Pol. Zagan) », p.  2.454-2455.
- (de) (de) Robert Samulski, « Balthasar, Herzog von Schlesien-Sagan », dans Neue Deutsche Biographie (NDB), vol. 1, Berlin, Duncker & Humblot, 1953, p. 567 (original numérisé).
- (de) Historische Kommission für Schlesien (Hrsg.): Geschichte Schlesiens. Band 1, Sigmaringen 1988,  (ISBN 3-7995-6341-5), p.  207.